# Ali-A
Alastair Aiken (né le 6 novembre 1993), mieux connu sous le nom de Ali-A (ou sous son alias originel Matroix ), est un YouTuber britannique connu pour ses commentaires et vlogs sur Call of Duty et Fortnite,,. Le nombre d'abonnés de sa chaîne principale (Ali-A) dépasse 17 millions, avec un total de vues dépassant 4 milliards. Sa deuxième chaîne, More Ali-A, a un nombre d'abonnés YouTube de plus de 6,1 millions et un total de plus de 959 millions de vues. Le 23 avril 2018, Ali-A a créé une nouvelle chaîne, intitulée Clare & Ali avec sa partenaire, Clare Siobhan. La chaîne a depuis gagné plus de 750 000 abonnés et généré plus de 3,5 millions de vues.
Aiken se réfère souvent à sa base d'abonnés YouTube comme « l'armée d'Ali-A ». En juillet 2015, il a reçu le Guiness World Records de « La chaîne Call of Duty la plus populaire par nombre de vues » ainsi que celui de « La Chaîne Call of Duty la plus populaire par nombre d'abonnés »,. Aiken assiste fréquemment à l' Electronic Entertainment Expo (E3) ainsi qu'à d'autres conventions de jeux vidéo. En 2013, Aiken a écrit un article de blog en tant qu'invité dans le Huffington Post du Royaume-Uni. Le Huffington Post a également déclaré qu'« Ali est l'une des entités britannique les plus populaires et influentes dans le monde et est à la pointe de la révolution en ligne et sur YouTube ». En septembre 2015, Aiken, avec Tom Cassell et Daniel Middleton, a joué dans Legends of Gaming Live, le trio était alors appelé « YouTubers les plus populaires du Royaume-Uni »,,. La division eSports de Redbull a qualifié sa principale chaîne YouTube de « plus grande chaîne YouTube Call of Duty ». En mars 2016, Clickible.com a classé Aiken comme le dix-septième « Youtuber le plus célèbre [sic]... sur Terre ». Plus tard cette année-là, Business Insider l'a classé comme la neuvième star britannique la plus populaire de YouTube  - le même classement qu'ils lui avaient donné en 2015. Le 6 juin 2017, la BBC a qualifié Aiken de « mégastar de YouTube ».

## Carrière YouTube

### Format de la chaîne
Les vidéos d'Aiken sur sa chaîne principale sont principalement des commentaires et réactions en direct aux jeux vidéo auxquels il joue. Les jeux vidéo auxquels il joue habituellement sur la chaîne font partie de la franchise Call of Duty,, et Fortnite mais ce n'est pas toujours le cas. Sur sa deuxième chaîne, More Ali-A, son contenu est généralement axé sur des jeux plus familiaux tels que Minecraft, et des vlogs sur sa vie quotidienne et ses voyages,. Il ne fait pas tout le temps les mêmes introductions à ses vidéos; cependant, il les commence généralement en parlant à la caméra à la manière d'un vlog avant d'enchaîner sur le gameplay. Lorsque de nouveaux volets de la franchise de jeux vidéo Call of Duty sont annoncés, Aiken couvre les informations connues sur les jeux, donnant aux téléspectateurs des critiques approfondies. Une fois les jeux sortis, il fait des vidéos de walkthrough sur les jeux, montrant aux téléspectateurs comment terminer le nouveau jeu Call of Duty,,.

## Image publique et influence

### Relation avec les réseaux multi-chaînes de YouTube
Aiken a signé avec Polaris, un réseau multichaîne (MCN) YouTube, en octobre 2013,. Actuellement, il est affilié au MCN StyleHaul sur ses chaînes Ali-A et More Ali-A. Parmi les autres YouTubers notables du réseau figurent les chaînes YouTube de Daniel Middleton et KSI. Selon les statistiques de Social Blade, les deux chaînes YouTube d'Aiken font partie du top 50 du réseau,.

### Programmes de soutien
En 2016, Aiken s'est associé à d'autres grands créateurs de contenu YouTube au Royaume-Uni et à Mattessons dans le cadre d'une campagne visant à enseigner aux jeunes les compétences de base en programmation. La campagne a généré plus de 13 millions de vues sur YouTube et a permis à plus de 24 000 jeunes d'acquérir des compétences de base dans le langage de programmation Python. Aiken a co-organisé NCS Yes Live 2016 le 29 mars au London Roundhouse. L'événement célébrait « l'impact des projets de changement social des jeunes sur les communautés locales »,.

### Affiliations, partenariats et sponsors
Les sponsors d'Aiken comprennent Kontrol Freek , Monster , Elgato Gaming , G2A, Scuf Gaming. Scuf Gaming a sorti une manette personnalisé basé sur le Ali-A Game On pour PlayStation, Xbox et PC.

### Apparitions dans d'autres médias
Aiken a fait des apparitions dans l'émission de télévision The Gadget Show et y a été un conférencier en tant qu'invité en 2013 et 2014. Il a été interviewé par la British Broadcasting Corporation (BBC) le 10 mai 2013. Aux côtés de KSI, Aiken a discuté des nouveaux abonnements payants qui arrivaient sur YouTube (YouTube Red ) à l'époque. Aiken a été présenté aux côtés de KSI et d'autres YouTubers britanniques populaires dans un documentaire de la BBC Radio 1 en 2014 appelé Rockstar Gamers,. En 2015, BBC Newsbeat a mis en ligne une vidéo YouTube d'une interview avec Aiken. Dans la vidéo, il donne des conseils aux joueurs de jeux vidéo First Person Shooter. Aiken est également présent dans le jeu vidéo mobile, Celebrity Street Fight, en 2015 aux côtés de DanTDM, KSI, Marcus Butler et Deji Olatunji (ComedyShortsGamer).
En octobre 2015, Ali-A a été classée par Business Insider comme la neuvième star britannique de YouTube.
En janvier 2016, Aiken a fait l'objet du documentaire Minecraft: Into The Nether aux côtés d'autres personnalités populaires de YouTube telles que KSI et TheSyndicateProject . L'objectif du documentaire était de tracer le « phénomène Minecraft » à travers l'ascension fulgurante du quatuor vers la célébrité,. En septembre de cette année-là, wwd.com a fait référence à la taille de l'audience d'Aiken et de son nombre d'abonnés, disant que « la plupart des annonceurs en bave ». En 2016, Business Insider a, encore une fois, classé Aiken comme le neuvième YouTuber britannique le plus populaire,.
Le 7 avril 2017, Aiken a été mentionnée dans un article de Business Insider France. Le 30 juin 2017, il a été annoncé dans le cadre d'une déclaration conjointe de Sassy Films, CBBC et BBC Worldwide qu'Aiken animerait une émission de télévision intitulée «Ali-A's Superchargers (10 × 20 ′)». L'émission « charge les enfants » de redécorer leur voiture familiale, « sans la participation de leurs parents »,,,. La BBC a qualifié Aiken de « mégastar de YouTube ». Virgin Media a publié un bref article en ligne en juillet 2017 sur l'expérience pratique d'Aiken avec la bêta de Destiny 2. En octobre 2017 est sorti le roman graphique Ali-A Adventures: Game On!.
En août 2016, Aiken a participé aux 1000 heures de collecte de fonds pour l'association Cancer Research UK d'après cancerresearchuk.org.

### Phénomène internet
Au début de chaque vidéo d'Ali-A, une courte animation 3D mettant en scène son logo avec la musique "Brass" de Dirty Rush & Gregor Es. Pendant le mois de février 2018, un phénomène internet consistant à placer cette courte séquence a des moments inopportuns est né.

## Récompenses et nominations
| An   | Prix                   | Catégorie                                                                   | Résultat | Ref.   |
| ---- | ---------------------- | --------------------------------------------------------------------------- | -------- | ------ |
| 2015 | Guinness World Records | Chaîne Youtube Call of Duty la plus populaire en nombre de vues             | Lauréat  | [ 6 ]  |
| 2015 | Guinness World Records | Chaîne Youtube Call of Duty la plus populaire en nombre d'abonnés           | Lauréat  | [ 6 ]  |
| 2015 | Guinness World Records | Le plus haut escalier construit en une minute dans Minecraft                | Lauréat  | [ 48 ] |
| 2015 | Guinness World Records | Plus grand nombre de blocs de bois collectés en trois minutes sur Minecraft | Lauréat  | [ 48 ] |